# Blauet nan de Sulawesi
El blauet nan de Sulawesi (Ceyx fallax) és una espècie d'ocell de la família dels alcedínids (Alcedinidae) que habita la selva humida de Sulawesi i algunes illes properes.